# Biondismo

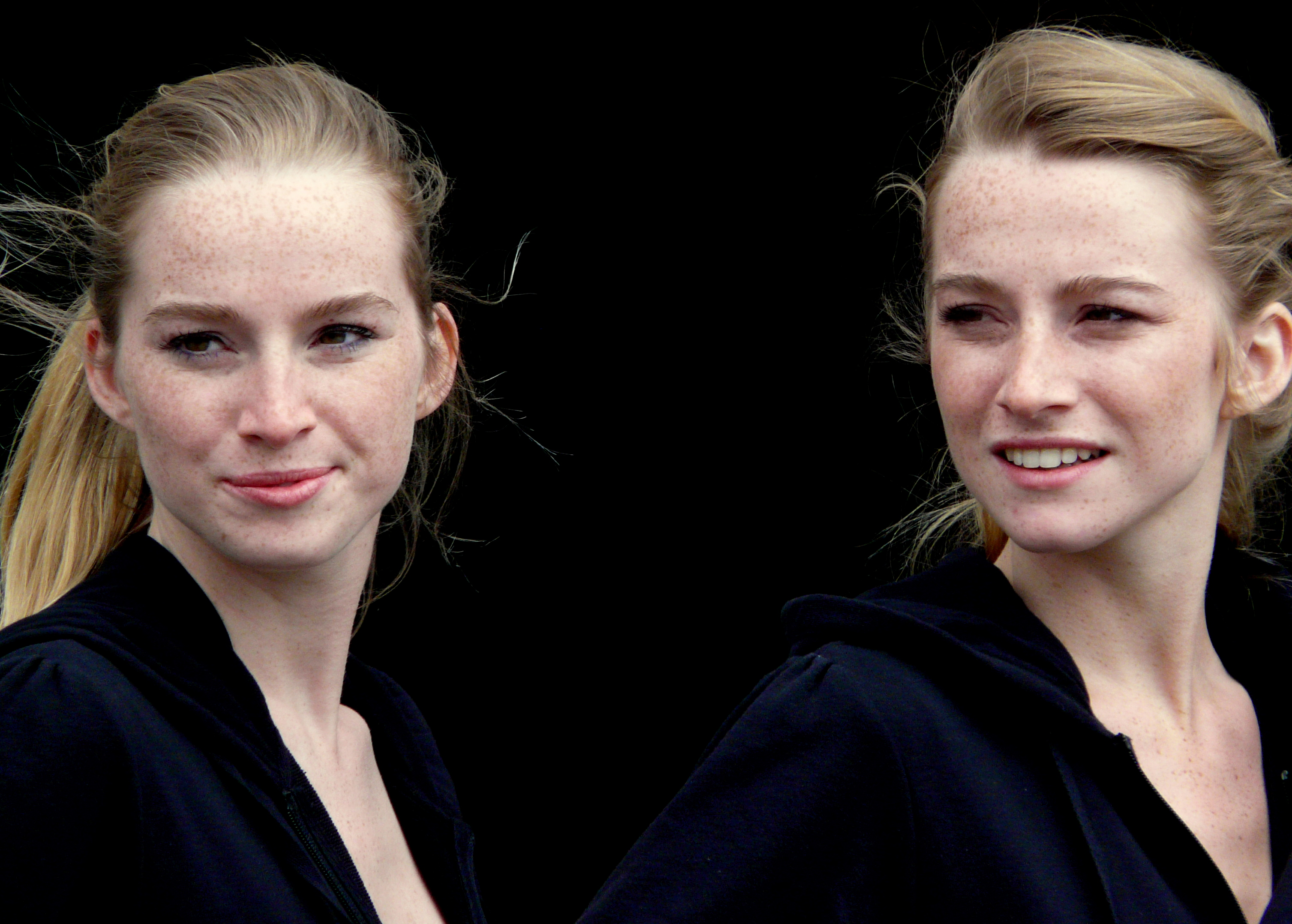
Gemelle europee con capelli biondi.

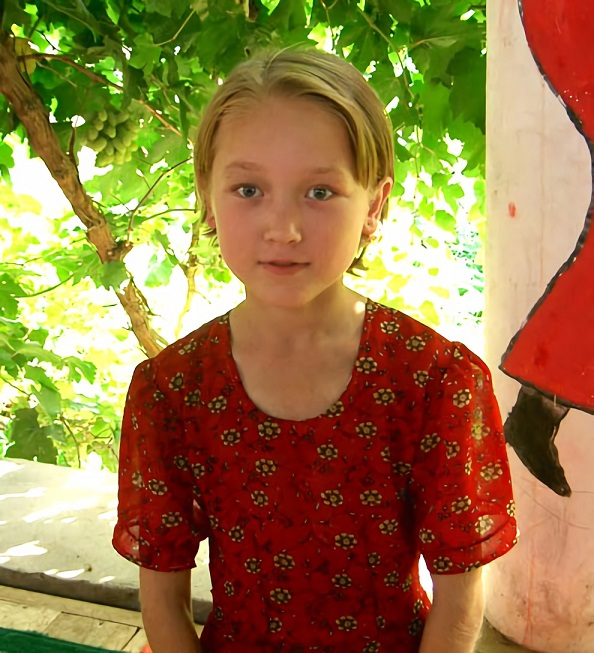
Bambina uigura bionda, Xinjiang, Cina.

Il biondismo è la caratteristica delle persone che hanno peli e capelli biondi. I capelli biondi si trovano nelle persone che hanno uno scarso livello di un pigmento scuro chiamato eumelanina.

## Etimologia
Il termine biondo ha un'origine controversa. Per la maggior parte degli studiosi è d'origine germanica: *blund. Devoto ha sostenuto invece l'origine leponzia della parola (cfr. il fundus Blondelis, che definirebbe il colore bruno della terra contrapposto al Roudelis, "terra rossa") che sarebbe passata al latino volgare *blundus. La derivazione diretta di *blundus dal latino classico flāvus, "biondo", non ha nessun fondamento linguistico. L'origine certa della parola è comunque l'antico francese blond (e il provenzale blon) da cui lo spagnolo blondo (poi sostituito nell'uso comune da rubio, dal latino rubeus, "rosso") e l'italiano biondo; la forma derivata biondezza è già attestata in Dante (XIV secolo); la forma tedesca blond è derivata dal francese così come l'inglese blond, attestato dal 1481, che ha affiancato (senza sostituire) la voce autoctona fair, dall'antico inglese fæġer, che ha assunto il significato generale di "chiaro (di pelle, capelli, occhi)".

## Origine
Una tipica spiegazione che si trova nella letteratura scientifica per l'evoluzione dei capelli chiari è correlata all'evoluzione della pelle chiara e, a sua volta, al fabbisogno di vitamina D e alla minore radiazione solare dell'Europa settentrionale. La pelle e i capelli chiari hanno una bassa concentrazione di melanina, che favorisce l'assorbimento della luce solare necessaria per la produzione di vitamina D in luoghi dove essa è scarsa. Le alte frequenze dei capelli chiari alle latitudini settentrionali sono quindi il risultato dell'adattamento della pelle chiara in presenza di una scarsa radiazione solare, fattore che riduce i casi di rachitismo causato da carenza di vitamina D. La pigmentazione più scura a latitudini più elevate in alcuni gruppi etnici come gli Inuit viene spiegata da una dieta ricca di pesce (e quindi di vitamina D) e dal clima in cui vivono, poiché in zone perennemente ghiacciate o innevate come quelle glaciali la radiazione solare viene riflessa sulla pelle, rendendo non necessario un maggiore assorbimento tramite l'adattamento a una scarsa pigmentazione.
Secondo un moderno studio condotto dall'Università di Edimburgo i capelli biondi fecero la loro comparsa fra gli umani circa 10.000 anni fa verso la fine dell'era glaciale come anomalia genetica. La teoria sostiene che la diffusione dei capelli biondi è dovuta a una selezione sessuale. Un dato a sostegno di questa teoria è la rapida diffusione dei capelli biondi in determinate aree come il Nord Europa; infatti, senza una precisa selezione, i biondi avrebbero necessitato di 850.000 anni per prevalere sulla popolazione bruna.
L'analisi del DNA antico ha rivelato che il fossile più antico noto per portare l'allele mutato rs12821256 del gene KITLG, responsabile dei capelli biondi negli europei moderni, è un individuo di 17.000 anni fa proveniente da Afontova Gora nella Siberia meridionale.
L'origine genetica precisa e la diffusione dei capelli biondi nella sua distribuzione odierna è argomento di dibattito tra i genetisti delle popolazioni.
Il genetista Iosif Lazaridis dell'Università di Harvard, ha messo in dubbio l'ipotesi secondo la quale la diffusione dei capelli biondi sia da mettere in relazione alla migrazione dei pastori delle steppe occidentali, in parte discendenti dei popoli paleolitici siberiani. Ha trovato infatti prove dell'esistenza di individui biondi nell'antica Europa meridionale e nel Levante, senza alcuna discendenza steppica. Inoltre il biondismo era una caratteristica rara presso i popoli della cultura kurgan.
Uno studio del 2024 ha rilevato che sia i primi agricoltori europei che i pastori delle steppe avevano una maggiore associazione con i capelli biondi rispetto ai cacciatori-raccoglitori occidentali i quali avevano invece una maggiore associazione con i capelli scuri o neri.

## Distribuzione geografica
80—100%
     50—79%
     20—49%
     1—19%
     meno dell'1%

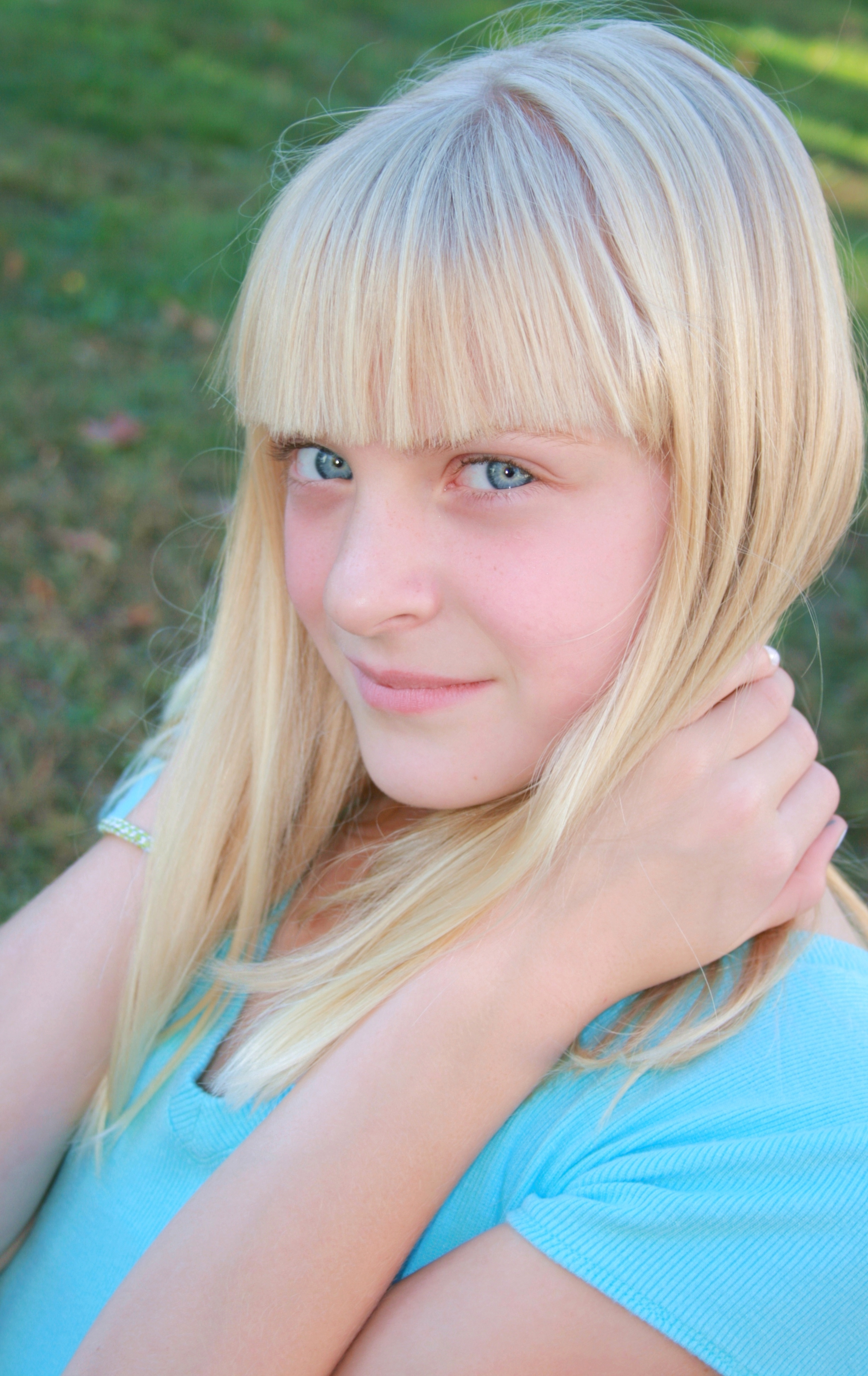
Capelli biondo platino

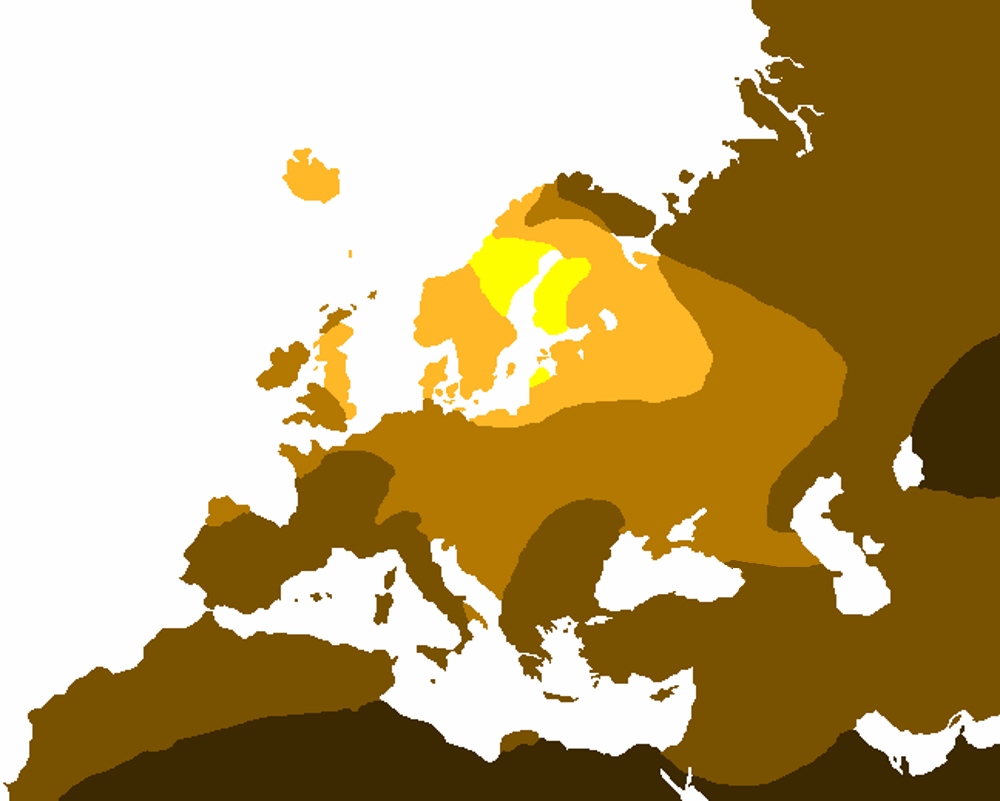
Prevalenza delle persone bionde in Europa:
80—100%
50—79%
20—49%
1—19%
meno dell'1%

I capelli biondi si trovano quasi esclusivamente nelle popolazioni di origine europea e sono tipici del Nord Europa, dove hanno la massima diffusione. Spesso i capelli biondi sono associati al colore degli occhi chiaro (azzurri, verdi o grigi).
Si registrano alte percentuali di capelli biondi anche fra gli aborigeni dell'Australia, caratteristica presente nell'infanzia che poi scompare con la crescita, in particolare nelle zone desertiche e isolate dell'Australia centrale e occidentale.
Percentuali di capelli biondi naturali sono presenti anche tra le popolazioni indigene di tutte le isole della Melanesia (le più alte si trovano nelle isole Salomone e in Nuova Britannia, isola appartenente alla Papua Nuova Guinea).
In Italia i capelli biondi sono distribuiti particolarmente su tutto l'Arco alpino e sull'Arco appenninico. Secondo un'analisi antropometrica condotta da Ridolfo Livi sui coscritti di leva classi 1859-1863, tra le regioni con una maggior percentuale di capelli biondi spiccavano le zone alpine di: Trentino-Alto Adige, Friuli-Venezia Giulia, Veneto, Valle d'Aosta, Piemonte, Liguria, Lombardia. Mentre lungo la dorsale appenninica spiccavano Emilia-Romagna, Toscana, Umbria, Avellinese e Beneventano. In generale la media nazionale si attestava sull'8,2%.
I capelli biondi sono presenti, seppur molto raramente, in certe zone del Medio Oriente come l'Iran e Azerbaigian e del Nordafrica, in particolare nelle popolazioni berbere di Marocco e Algeria settentrionale.
Sempre molto inusitatamente i capelli biondi appaiono in India, Afghanistan e in Pakistan soprattutto in alcune popolazioni nomadi come ad esempio i Pashtun, i Nuristani e i Kalash.

## Nella cultura
La maggior parte delle persone nella Grecia classica e nell'antica Roma aveva i capelli scuri.
La statua più famosa di Afrodite, l'Afrodite di Cnido, scolpita nel IV secolo a.C. da Prassitele, venne rappresentata coi capelli biondi.
Le prostitute greche e romane spesso si coloravano i capelli di biondo usando tinture allo zafferano o polveri colorate: questo nonostante la tintura bionda fosse molto costosa, richiedesse un grande sforzo per l'applicazione e avesse un odore ripugnante.
Lo storico ed egittologo Joann Fletcher affermava che Alessandro Magno fosse biondo.
Giovenale scrisse in una poesia satirica che Messalina avrebbe nascosto i suoi capelli neri con una parrucca bionda per le sue visite notturne nei bordelli.
Si diceva che l'imperatore Lucio Vero spargesse polvere d'oro sui suoi capelli biondi per renderli ancora più luminosi.
Da un punto di vista etnico, autori romani come Tacito e Ammiano Marcellino associarono i capelli biondi e rossi a Galli e Germani.
Nelle opere d'arte medievali, le sante sono spesso raffigurate con capelli biondi lucenti, che sottolineano la loro verginità. Allo stesso tempo Eva è sovente mostrata con lunghi capelli biondi, che incorniciano il suo corpo nudo. Nei dipinti gotici della crocifissione di Gesù, Maria Maddalena è caratterizzata da lunghi capelli biondi, che le scendono sciolti lungo la schiena in contrasto con la maggior parte delle altre donne raffigurate, le quali appaiono con capelli scuri, normalmente coperti da un velo.
Nelle versioni più antiche della leggenda di Tristano e Isotta, l'eroe si innamora della donna dopo aver visto solo una singola ciocca dei suoi lunghi capelli biondi. Nell'opera di Chrétien de Troyes non per nulla lei è spesso chiamata "Isotta la bionda".
Nel periodo rinascimentale molte dame spagnole si tingevano i capelli di biondo o di rosso. La tendenza venne imitata nell'area italiana.
Dal XX secolo la colorazione dei capelli biondi platinati, esibita da star del cinema come Brigitte Bardot o Marilyn Monroe (Gli uomini preferiscono le bionde), o della musica come Lady Gaga e Britney Spears, si è sempre più diffusa in tutta la società, anche grazie alle campagne pubblicitarie.